# Headstrong (песня)
«Headstrong» (с англ. — «Упрямая») — это песня Эшли Тисдейл с её дебютного альбома Headstrong (2007).

## Информация о песне
У песни есть сходства с «Hollaback Girl» Гвен Стефани. Она есть на саундтреке Bring It On: In It to Win It. Тисдейл исполнила песню на Классный мюзикл: Концерт и Тур Headstrong по Америке.

## Отзыв критика
Allmusic сказал, что хип-поп Гвен Стефани — это другое главное влияние, особенно на «Headstrong», в котором смешались и согласовались изящные стихи с чирлидерскими припевами «Hollaback Girl».

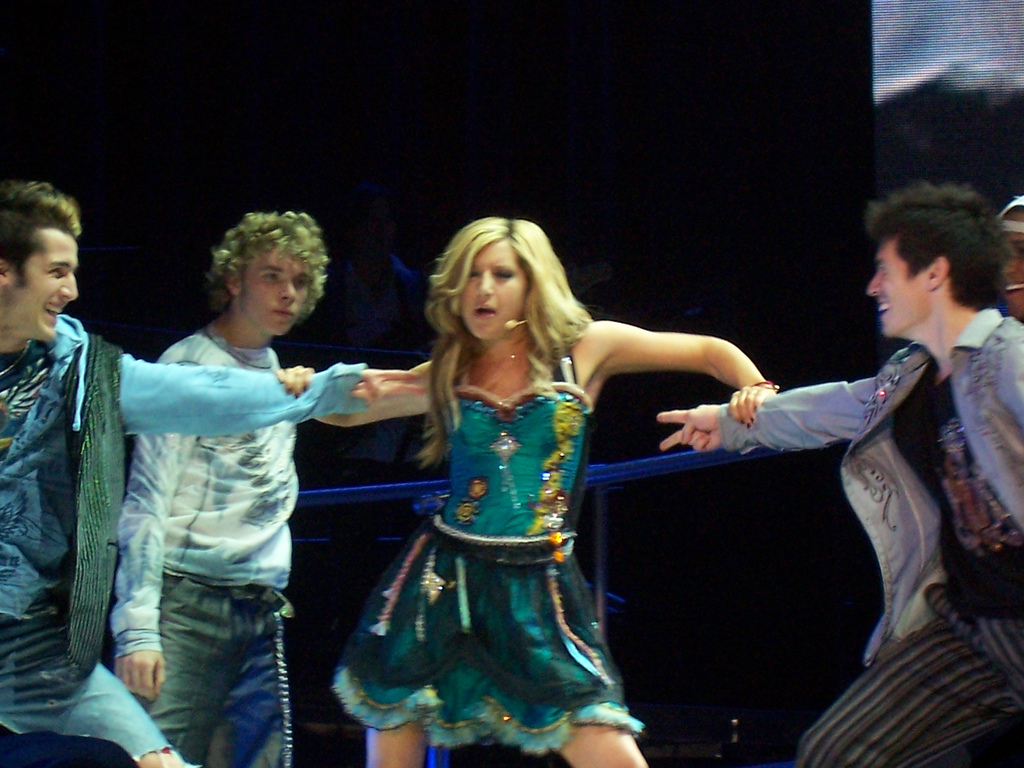
Тисдейл исполняет «Headstrong» на Классный мюзикл: Концерт

## Чарты
| Чарт (2007)                                           | Наивысшая позиция |
| ----------------------------------------------------- | ----------------- |
| Американский Billboard Bubbling Under Hot 100 Singles | 21                |